# Wristcutters: A Love Story
Wristcutters: A Love Story es una película de 2006 escrita y dirigida por Goran Dukić, protagonizada por Patrick Fugit, Shea Whigham, y Shannyn Sossamon. 

## Sinopsis
Una película ambientada en una estación de otra vida que ha sido reservada para las personas que se han suicidado.
Los suicidas por amor vagan como almas perdidas por un mundo que no es el cielo ni el infierno. Es el caso de Zia y de muchos más, desde un ángel caído, a un bombero desesperado o un músico ruso y hasta un turista accidental. Este grupo de ultratumba viajará en busca de respuestas al fallo de sus vidas, en busca de la felicidad y redención que no hallaron en el pasado.

Está basada en la novela corta "Dneller's Happy Campers" de Etgar Keret. La versión en novela gráfica se llamaba Pizzería Kamikaze.

## Elenco
- Patrick Fugit como Zia.
- Shannyn Sossamon como Mikal.
- Shea Whigham como Eugene.
- Leslie Bibb como Desiree.
- Mark Boone, Jr. como Mike
- Clayne Crawford como Jim.
- Tom Waits como Kneller.
- Will Arnett como Messiah.
- Mary Pat Gleason como madre de Eugene.
- Abraham Benrubi como Erik.
- Chase Ellison como Kid Kostya.
- John Hawkes como Yan.
- Sarah Roemer como Rachel.
- Jake Busey (no acreditado) como Brian.
- Mikal Lazarev como Nanuk.

## Premios
- Independent Spirit Award al Mejor Primer Guion – Nominada
- Independent Spirit Award a la Mejor Puesta en Escena – Nominada
- 2006 Sundance Film Festival – Gran Premio del Jurado – Nominada
- Seattle International Film Festival Awards – Mejor Director – Ganó
- Gen Art 06 – Mejor Puesta en Escena – Ganó
- Philadelphia 06 – Mejor Primer Guion – Ganó
- Humanitas Prize 2006 – Mejor Guion – Nominada
- Motovun Film Festival 2006 – Premio Mejor Película según la Audiencia – Ganó
- El guion estaba en la Selección Oficial del Festival Sundance de 2004.